# Пиллер, Дьёрдь
Дьёрдь Пиллер-Йекельфалушши (венг. Jekelfalussy Piller György; 19 июня 1899 — 6 сентября 1960) — венгерский фехтовальщик, олимпийский чемпион.

## Биография
Дьёрдь Пиллер-Йекельфалушши родился в 1899 году в Эгере). Выбрал военную карьеру, в 1918 году окончил Военную академию «Людовика», во время учёбы в которой и занялся фехтованием. Он стал армейским офицером, но продолжил карьеру фехтовальщика. Впоследствии он поступил в академию фехтования при Королевском венгерском спортивном институте Толди Миклоша, где стал учеником легендарного мастера фехтования Ласло Борсоди.

## Спортивная карьера
В 1928 году Дьёрдь Пиллер-Йекельфалушши завоевал золотую и серебряную медали чемпионата Венгрии. В 1928 году он принял участие в Олимпийских играх в Амстердаме, где участвовал в соревнованиях по фехтованию на шпагах и рапирах, но не завоевал медалей. В 1929 году он стал чемпионом Венгрии и завоевал бронзовую медаль европейского первенства. В 1930 году он стал обладателем золотой и серебряной медалей чемпионата Венгрии и двух золотых медалей европейского первенства, в 1931 году - трёх золотых медалей первенства Венгрии, а также двух золотых и одной серебряной медалей первенства Европы. В 1932 году на Олимпийских играх в Лос-Анджелесе Дьёрдь Пиллер-Йекельфалушши завоевал две золотых медали, также в этом году он завоевал две золотые медали чемпионата Венгрии. В 1933 и 1934 годах он завоёвывал по золотой медали европейского первенства и первенства Венгрии. В 1937 году европейские первенства были задним числом объявлены чемпионатами мира.
В 1956 году на Олимпийских играх в Мельбурне Дьёрдь Пиллер-Йекельфалушши присутствовал уже как тренер венгерской команды. Узнав о подавлении советскими войсками восстания в Венгрии, он решил не возвращаться на родину и эмигрировал в США, где изменил своё имя на американский манер и стал известен как Джордж Пиллер (англ. George Piller)